# Tzuyu
Chou Tzu-yu (chino tradicional: 周子瑜; pinyin: Zhōu Zǐyú, hangul: 저우쯔위; Tainan, 14 de junio de 1999), conocida simplemente como Tzuyu (en hangul, 쯔위), es una cantante, modelo y bailarina taiwanesa. Tzuyu debutó como integrante del girl group Twice en 2015 bajo el sello discográfico JYP Entertainment.
En 2015, apareció en televisión en Corea del Sur en la que se mostró sosteniendo una bandera de la República de China, provocando una controversia en la China continental. En vídeo, Tzuyu se disculpó por el incidente, posteriormente publicado por JYP Entertainment.
Debutó como solista el 6 de septiembre de 2024 con el EP Aboutzu y el sencillo principal «Run Away».

## Vida y carrera

### Primeros años
Chou Tzu-yu nació en Tainan, Taiwán, el 14 de junio de 1999. En 2012, fue descubierta por los cazatalentos en el Taller de Artes Escénicas de MUSE en Tainan, y se mudó a Corea del Sur el 15 de noviembre de ese año para comenzar su entrenamiento.

### 2015-presente:Sixteen, debut con Twice y debut en solitario
Después de más de dos años de entrenamiento, apareció en el reality show surcoreano Sixteen en 2015, donde fue elegida como una de las nueve integrantes del grupo surcoreano Twice. Según una encuesta de Gallup Korea, fue la tercera idol más popular entre los jóvenes surcoreanos en 2016 detrás de Taeyeon y IU. y la más popular de Twice a pesar de no ser coreana.
Tzuyu asistió a Hanlim Multi Art School después de aprobar su examen en Tainan Municipal Fusing Junior High School para certificar su educación secundaria en 2016.
El 6 de septiembre de 2024, Tzuyu debutó como solista con su EP titulado Aboutzu y el sencillo principal «Run Away».

## Controversias
En noviembre de 2015, Tzuyu apareció junto a Momo, Sana y Mina en el programa de variedades coreano My Little Television. Ella se presentó como taiwanesa y sostuvo la bandera de Taiwán junto a la de Corea del Sur. En el programa también se mostró la bandera japonesa, que representa la nacionalidad de algunas de las otras miembros del grupo.
El cantante taiwanés asentado en China, Huang An, llevó su cuenta a Sina Weibo y la acusó de ser una activista independentista taiwanesa. Apenas unos días antes de llamar la atención sobre Tzuyu, Huang había acusado al actor hongkonés, Wong He, de hacer comentarios insultantes sobre China continental en Facebook. A causa de esto, el rostro de Wong se borró posteriormente en la Televisión Central de China, dirigida por el gobierno chino, y Wong emitió una disculpa.
Los usuarios de internet de China continental reaccionaron con enojo ante las acciones de Tzuyu, acusándola de «beneficiarse de su audiencia de China continental mientras mantenía una postura proindependentista». Poco después, Twice fue excluido de la televisión china y Tzuyu fue retirada de su endoso con la compañía de comunicaciones china Huawei. JYP Entertainment suspendió todas sus actividades en China por el momento.
El 15 de enero de 2016, un día antes de las elecciones generales de Taiwán, el fundador de JYP Entertainment, Park Jin-young, se disculpó con los medios chinos a través de su cuenta de Weibo. Mientras tanto, la agencia también lanzó un vídeo que muestra a Tzuyu leyendo una disculpa, que decía en parte: 

Solo hay una China, los dos lados del estrecho son uno, y siempre me he sentido orgullosa de ser china. Me siento extremadamente arrepentida con mi compañía y con mis amigos de Internet a ambos lados del estrecho por el daño que causé, y también me siento muy culpable.

### Reacción
La disculpa de Tzuyu sorprendió y enfureció al público taiwanés en el día de las elecciones; muchos creyeron que fue hecho bajo coacción. Los tres candidatos que se postularon para la presidencia de Taiwán emitieron declaraciones para apoyarla. La candidata del Partido Progresista Democrático (DPP), Tsai Ing-wen, declaró que «un ciudadano de la República de China no debería ser castigado por agitar su bandera y expresar su apoyo a su país. [Chou Tzuyu] se ha visto obligada a decir exactamente lo contrario de lo que ella originalmente quiso decir, así que este es un asunto serio y ha herido los sentimientos de los taiwaneses». Sin embargo, el candidato del partido gobernante Kuomintang, Eric Chu, desaprobaba el odio dirigido contra Chou, afirmando que estaba triste por el vídeo y condenando las acciones de Huang An y JYP Entertainment. El presidente de Taiwán, Ma Ying-jeou, declaró en la mañana del día de las elecciones que no tenía necesidad de disculparse.
El Consejo de Asuntos del Continente (MAC, por sus siglas en inglés) declaró que apoyaba que Chou agitara una bandera de la República de China como un acto patriótico. Presentó una protesta ante la Oficina de Asuntos de Taiwán (TAO) de China continental, instando al gobierno chino a «restringir su sector privado», que dijo que «hirió gravemente los sentimientos» del pueblo taiwanés y podría dañar aún más las relaciones entre ambos lados del estrecho. Condenó la reacción de Huang An e instó a la gente de ambos lados del estrecho «a apreciar los lazos amistosos que tanto costó ganar».
El Diario del Pueblo, vocero del Partido Comunista de China, publicó un artículo en su cuenta de redes sociales que decía que era injusto etiquetar a Chou como una «separatista taiwanesa» por ondear una bandera de la República de China, y agregó que «la expresión de la República de China contiene el principio de 'una sola China'».
JYP Entertainment dijo que, debido a que Chou era menor de 18 años, la compañía había buscado el consentimiento de sus padres antes de presentar el vídeo de disculpa. Afirmaron además que «la creencia de un individuo no es algo que una empresa pueda o deba imponer a otra, y esto nunca ha sucedido».

### Efecto en las elecciones
El incidente ganó atención internacional ya que se cree que afectó las elecciones generales taiwanesas de 2016, que Tsai Ing-wen ganó por un amplio margen. Mientras que Tsai y su DPP a favor de la independencia ya lideraban las encuestas meses antes de las elecciones, una encuesta descubrió que las disculpas en el vídeo de Chou afectó la decisión de alrededor de 1 34 millones de votantes jóvenes, ya sea inclinándolos a votar o cambiar sus votos. Los eruditos creen que el incidente probablemente contribuyó con los votos de Tsai. Tsai mencionó el incidente en su discurso de victoria, diciendo que «había enojado a muchos taiwaneses, independientemente de su afiliación política» y que «serviría como un recordatorio constante [para ella] sobre la importancia de la fuerza y la unidad de [Taiwán] para aquellos fuera de nuestras fronteras».

### Efecto en Huang An
El vídeo de disculpa de Chou provocó una reacción negativa entre los taiwaneses contra el instigador Huang An. Entre otras respuestas de los medios taiwaneses, un popular programa de televisión taiwanés canceló la próxima aparición de Huang, mientras que una cadena de karaoke eliminó permanentemente su discografía de sus listas de reproducción. Más de 10 000 cibernautas taiwaneses se comprometieron a asistir a una manifestación callejera para criticar a Huang el 24 de enero de 2016. Sin embargo, la manifestación fue cancelada para evitar que el evento fuera explotado políticamente o tuviera un impacto negativo en Chou.
El abogado taiwanés de derechos humanos George Wang (王可富) presentó demandas con la Oficina de Fiscales de distrito de Taipéi contra Huang An y JYPE luego del lanzamiento del vídeo de disculpa. Wang citó que las acciones de Huang probablemente violaron el Código Penal y que la presión psicológica combinada de Huang y la agencia impidió la autonomía de Chou y la impulsó a hacer algo que no estaba obligada a hacer.
Huang anunció en su cuenta de Weibo que celebraría una conferencia de prensa el 3 de febrero de 2016 en Taiwán para discutir su versión de la historia, alegando que él no era el malhechor y que no tuvo nada de culpa en el incidente en las elecciones taiwanesas. Poco después, Huang borró todas las publicaciones autogeneradas de su cuenta de Weibo, lo que equivale a aproximadamente 4 900 mensajes y fotos.

### Efecto en JYP Entertainment
El lunes después del lanzamiento del vídeo, las acciones de JYP Entertainment en el KOSDAQ cayeron desde un máximo de 52 semanas de más de 6 300 wones 4 000, cerrando finalmente en 4 300 wones.
Además de la demanda de George Wang, el Centro Multicultural de Corea también cuestionó la ética de la compañía. El Centro realizará una investigación para determinar si la disculpa de Chou fue forzada o voluntaria y planea demandar a Park Jin-young y JYP Entertainment por discriminación racial y violación de los derechos humanos si se determina que la acción fue forzada.
Día después de la disculpa de Chou, los hackers anónimos ejecutaron lo que parecía ser un ataque de denegación de servicio (DDoS en inglés) en el sitio de JYP Entertainment. JYP Entertainment declaró que, aunque la identidad y el origen de los piratas informáticos serían casi imposibles de rastrear, sospechaban que existía una fuerte conexión entre el ataque y la controversia que rodeaba a Chou. Los medios de comunicación coreanos sostienen que cierto grupo de piratería taiwanés implementó el ataque después de que el grupo reclamara crédito en las redes sociales.
En respuesta a las críticas, JYP Entertainment anunció que adoptará nuevos procedimientos relacionados con sus exportaciones y actividades en el extranjero a fin de proteger a los empleados de futuras controversias. Esto incluyó la implementación de entrenamiento de sensibilidad cultural para sus artistas y miembros del personal. En una entrevista con The Korea Times, un representante de JYP declaró que la capacitación incluiría cuestiones relacionadas con conflictos políticos entre países.

## Discografía

### EP
| Título  | Detalles | Mejores posiciones | Ventas         | Certificaciones |
| Título  | Detalles | KOR                | Ventas         | Certificaciones |
| ------- | --- | ------------------ | -------------- | --------------- |
| Aboutzu | - Lanzamiento: 6 de septiembre de 2024 - Discográfica: JYP Entertainment - Formato: CD, LP, descarga digital y streaming | 3                  | - KOR: 426 751 | - KMCA: Platino |

### Sencillos
| Título     | Año  | Mejores posiciones | Álbum   |
| Título     | Año  | KOR Down.          | Álbum   |
| ---------- | ---- | ------------------ | ------- |
| «Run Away» | 2024 | 22                 | Aboutzu |

### Otras canciones en listas
| Título                                      | Año  | Mejores posiciones | Álbum   |
| Título                                      | Año  | KOR Down.          | Álbum   |
| ------------------------------------------- | ---- | ------------------ | ------- |
| «Heartbreak in Heaven» (con Peniel de BtoB) | 2024 | 94                 | Aboutzu |
| «Lazy Baby»                                 | 2024 | 90                 | Aboutzu |
| «Losing Sleep»                              | 2024 | 100                | Aboutzu |
| «One Love»                                  | 2024 | 98                 | Aboutzu |
| «Fly»                                       | 2024 | 95                 | Aboutzu |

## Filmografía

### Programas de televisión
| Año  | Título  | Papel       | Cadena | Nota                                                          |
| ---- | ------- | ----------- | ------ | ------------------------------------------------------------- |
| 2015 | Sixteen | Concursante | Mnet   | Programa para determinar quienes serían las miembros de Twice |

### Apariciones en vídeos musicales
| Año  | Canción                        | Artista(s)     |
| ---- | ------------------------------ | -------------- |
| 2014 | «하지하지마 (Stop Stop It)»    | GOT7           |
| 2015 | «다른 남자 말고 너 (Only You)» | miss A         |
| 2016 | «Fire»                         | Park Jin-young |